# Camera dei rappresentanti del Kentucky
La Camera dei rappresentanti del Kentucky è, insieme al Senato, una delle due camere dell’Assemblea generale del Kentucky. Essa si riunisce nel Campidoglio dello Stato del Kentucky.
Composta da 100 membri, la Camera viene eletta ogni due anni.